# Sarunyu Plangwan
Sarunyu Plangwan (thailändisch ศรัญญู พลางวัล, * 18. Mai 1999 in Udon Thani), auch bekannt als Joker, ist ein thailändisch–senegalesischer Fußballspieler.

## Karriere
Sarunyu Plangwan erlernte das Fußballspielen in der Jugendmannschaft vom Udon Thani FC in Udon Thani. 2017 spielte er beim  Bangkok Christian College FC in Bangkok. Der Hauptstadtverein spielte in der vierten Liga, der Thai League 4. 2018 wechselte er zu Muangthong United. Der Verein aus Pak Kret, einem nördlichen Vorort der Hauptstadt Bangkok, spielte in der ersten Liga des Landes. Die komplette Saison 2018 wurde er an den in der Dritten Liga spielenden Bangkok FC ausgeliehen. Ende 2018 kehrte er nach der Ausleihe zu Muangthong zurück. Von Ende Juni 2019 bis Mai 2021 wurde er an seinen Jugendverein Udon Thani FC ausgeliehen. Für den Zweitligisten stand er 25-mal auf dem Spielfeld. Im Juni 2021 kehrte er zu SCG zurück. Am 1. August 2021 wechselte er zum Zweitligisten Ayutthaya United FC. Für den Verein aus Ayutthaya absolvierte er 16 Zweitligaspiele. Ende August 2022 wechselte er in die dritte Liga. Hier schloss er sich dem in der Southern Region spielenden Trang FC an. Wie lang er dort spielte, ist unbekannt. Im Sommer 2024 nahm ihn der Zweitligaabsteiger TOKO Customs United FC unter Vertrag. Nach einem Ligaspiel wechselte er im Dezember 2024 zum Erstligisten PT Prachuap FC.